# Hiperglucagonemia
Hiperglucagonemia, ou simplesmente Aumento da secreção de glucagon, é uma doença endócrina que pode ser causada pela hiperplasia das células alfa pancreáticas ou pela falta de inibição adequada dessas células. Em indivíduos normais, a insulina tem um efeito supressor sobre a função das células alfa que secretam o glucagon. 

## Causas
CUA causa mais comum de hiperglucagonemia é uma ausência ou deficiência da influência moderadora da insulina sobre a produção de glucagon. Pode ser consequência de um tratamento mal-sucedido da diabetes. Existe mais de um caso de pesquisa tentando curar o diabetes que causaram hiperglucagonemia nos participantes. Outras causas incluem múltipla neoplasia endócrina e transplante de pâncreas.
Apesar de rara, hiperglucagonemia também pode ser causada por uma secreção autônoma de glucagon por um tumor de células alfa do pâncreas (glucagonoma), mas existem apenas pouco mais de 100 relatos desse tipo de tumor no mundo. Outra causa igualmente rara é um problema genético no receptor de glucagon.

## Sinais e sintomas
Seu sintoma mais marcante é o eritema necrolítico migratório, manchas vermelhas com centro escuro que crescem e necrosam o corpo, outros sintomas incluem:
- Perda de peso;
- Anemia e fraqueza;
- Problemas psiquiátricos;
- Problemas de pele e unhas;
- Trombose venosa;
- Diarreia;
- Úlceras peptídea;

## Epidemiologia
É mais frequente após os 50 anos, independente do sexo, e diabéticos. Pode ser fatal quando não tratada, especialmente por trombose venosa profunda.

## Tratamento
O tratamento de primeira escolha é com octreotida, um análogo da somatostatina duradouro, associado com estreptozocina e 5-fluorouracil ou com cirurgia. No caso de tumor pode ser necessária a ressecção cirúrgica do glucagonoma e quimioterapia.
Suplementação de aminoácidos e nutrição parenteral total, mesmo na presença de elevados níveis de glucagon, foram associados a uma melhoria dramática dos eritemas necrolíticos. Suplementação de zinco e de zinco tópico tem sido descrito com bons efeitos, mas o papel da deficiência de zinco nessa doença é desconhecido.